# Orechová Potôň
Orechová Potôň (maďarsky Diósförgepatony) je obec na Slovensku v okrese Dunajská Streda. Pod tímto názvem je obec známa od roku 1808, kdy vznikla spojením původní Orechovej Potône s Förgeho Potôňou.
U obce byl od září 2008 do října 2009 postaven motoristický okruh s názvem Slovakiaring.